# Krombeinius taiwanensis
Krombeinius taiwanensis är en stekelart som beskrevs av Darling 1988. Krombeinius taiwanensis ingår i släktet Krombeinius och familjen gropglanssteklar.
Artens utbredningsområde är Taiwan. Inga underarter finns listade i Catalogue of Life.